# ポーランド共和国臨時政府

ポーランド共和国
Rzeczpospolita Polska (ポーランド語)

国歌: Mazurek Dąbrowskiego（ポーランド語）
ポーランドは未だ滅びず

ポーランド共和国臨時政府（ポーランドきょうわこくりんじせいふ、ポーランド語: Rząd Tymczasowy Rzeczypospolitej Polskiej、RTRP）は、1944年12月3日に国家全国評議会によって設立された臨時政府である。 
RTRPは、ポーランド国民解放委員会に代わるものとして設立された政府である。 
RTRPの設立は、ポーランドに於けるポーランド労働者党とソビエト連邦による支配を強化する上での重要な一歩となった。 
1945年6月28日に、RTRPは連立政権に近い挙国一致臨時政府へと改組された。